# Баглунг (район)

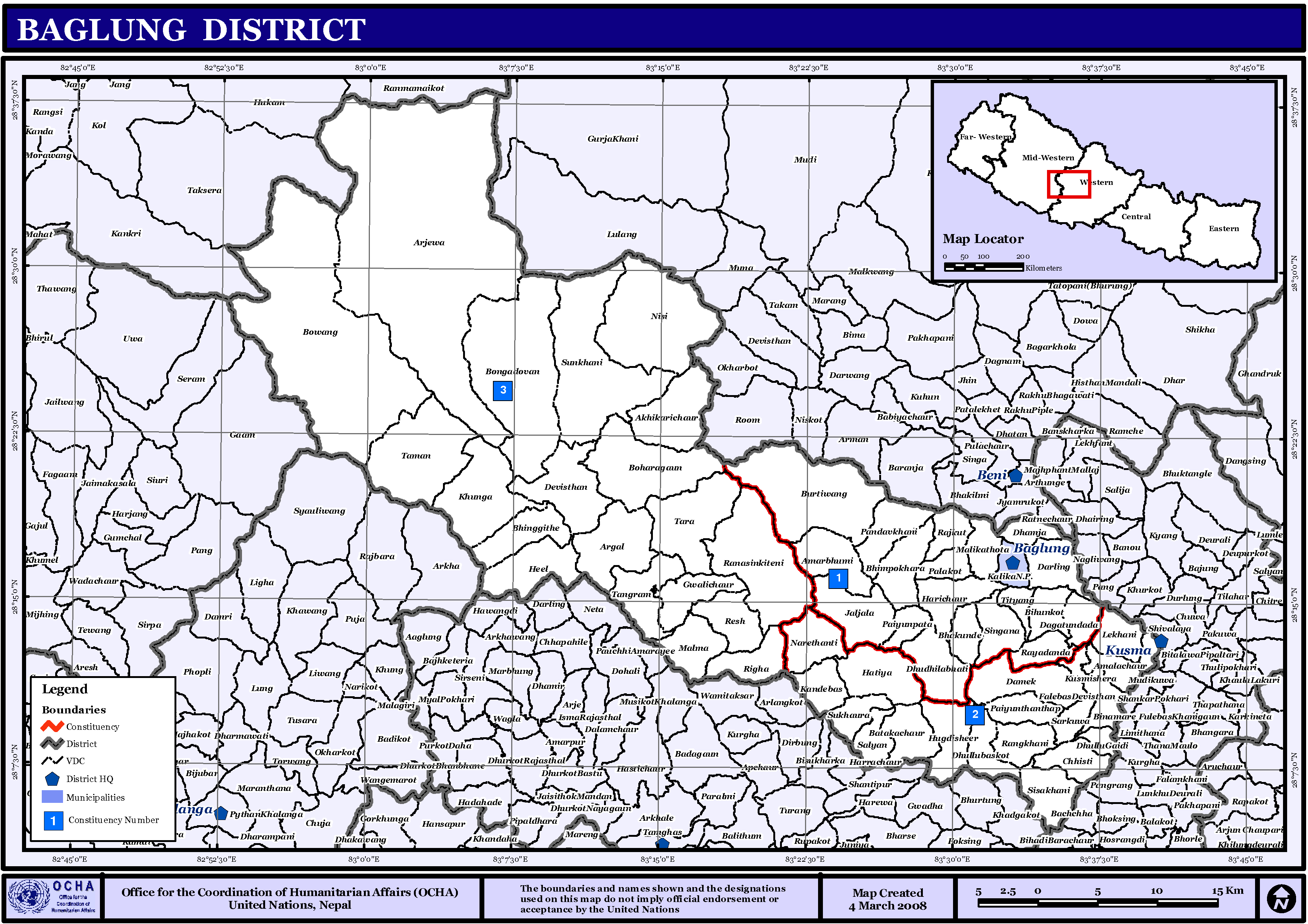
Баглунг

Баглунг (непальск. बागलुङ जिल्ला) — один из 75 районов Непала. Входит в состав зоны Дхаулагири, которая, в свою очередь, входит в состав Западного региона страны. Административный центр — город Баглунг.
Граничит с районом Парбат (на востоке), районом Мьягди (на севере), районом Гулми зоны Лумбини (на юге), районами Рукум, Ролпа и Пьютхан зоны Рапти (на западе). Площадь района составляет 1784 км². Высота территории района изменяется от 650 до 4300 м над уровнем моря.
Население по данным переписи 2011 года составляет 268 613 человек, из них 117 997 мужчин и 150 616 женщин. По данным переписи 2001 года население насчитывало 268 937 человек. 89,27 % населения исповедуют индуизм; 8,74 % — буддизм; 0,63 % — христианство и 0,27 % — ислам.
Основные сельскохозяйственные культуры: рис, кукуруза, пшеница, просо и картофель. Ранее на территории района осуществлялась добыча железной и медной руд, однако, потом почти все шахты были закрыты.